# Смычек (река)
Смычек — река в России, протекает по Воронежской области. Правый приток реки Икорец.

## География
Река берёт начало у посёлка Кировское Панинского района. Течёт в южном направлении по открытой местности. Устье реки находится у посёлка Люблинский Бобровского района в 52 км по правому берегу реки Икорец. Длина реки составляет 34 км, площадь водосборного бассейна — 149 км².

## Данные водного реестра
По данным государственного водного реестра России относится к Донскому бассейновому округу, водохозяйственный участок реки — Дон от города Лиски до города Павловск, без реки Битюг, речной подбассейн реки — бассейны притоков Дона до впадения Хопра. Речной бассейн реки — Дон (российская часть бассейна).
Код объекта в государственном водном реестре — 05010101012107000003664.